# Heteropterys
Heteropterys é um género botânico pertencente à família Malpighiaceae.

## Especies
- Heteropterys actinoctenia
- Heteropterys aequatorialis
- Heteropterys aliciae
- Heteropterys alternifolia
- Heteropterys angustifolia
- Heteropterys dumetorum
- Heteropterys fruticosa
- Heteropterys laurifolia
- Heteropterys obovata
- Heteropterys oxenderi
- Heteropterys purpurea
- Heteropterys sanctorum
- Heteropterys umbellata